# Red Metropolitana de Transporte de São Paulo

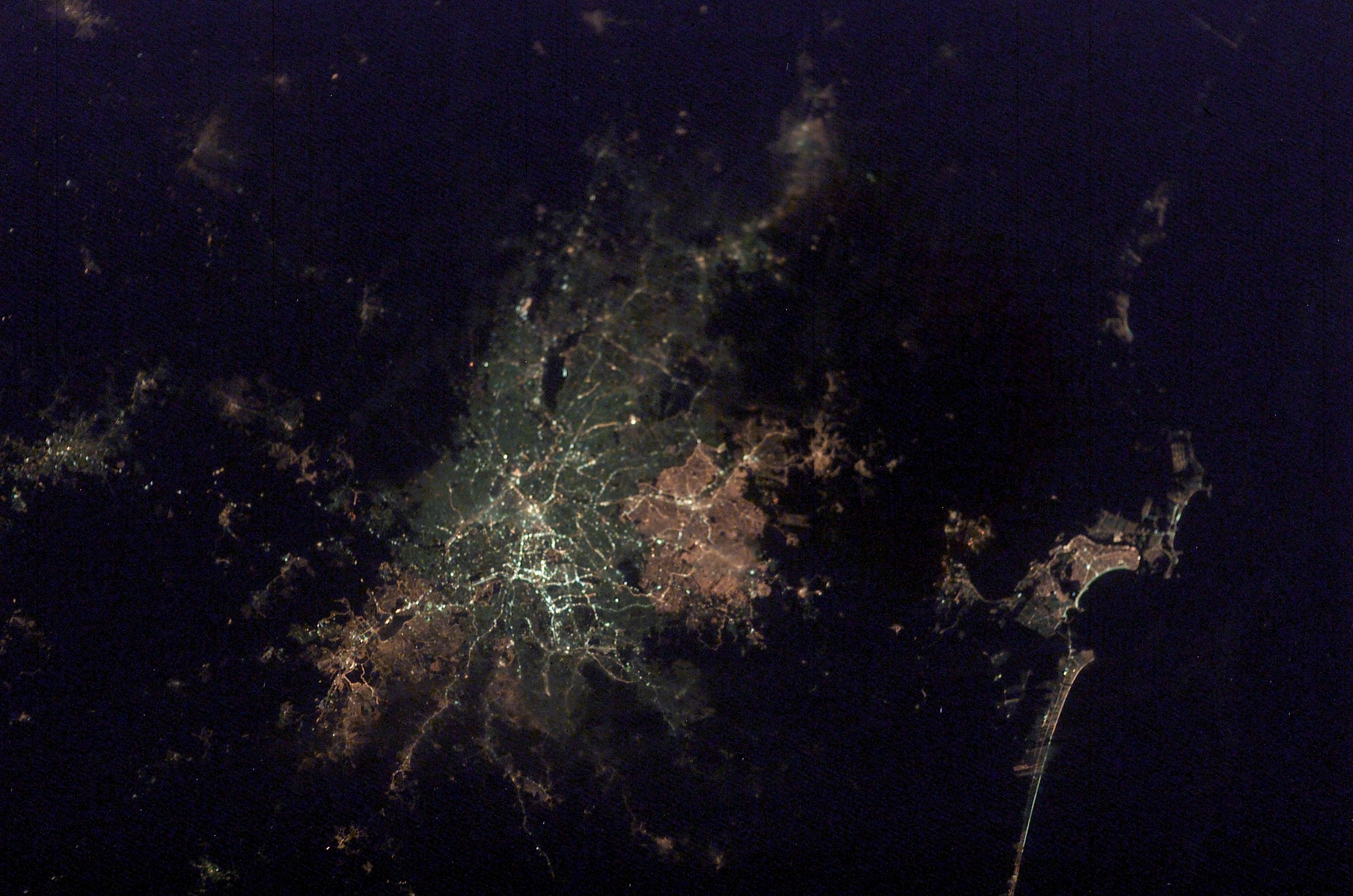
Imagen satelital del Gran São Paulo de noche. Observación: en la imagen, el norte girando a la izquierda. Foto: NASA

El Transporte público en la Región Metropolitana de São Paulo está caracterizado por un sistema de transportes integrados, un conjunto de líneas de transporte metropolitano, ferroviario, y sobre carreteras intermunicipales, formadas por la Compañía del Metropolitano de São Paulo, por la Compañía Paulista de Trenes Metropolitanos y por la EMTU. Está totalmente integrada, formando la Red Metropolitana de São Paulo y es esencial para la movilidad urbana de la Región Metropolitana de São Paulo. Hay también un complejo sistema de autobuses operado por SPTrans.

## Sistema de autobuses
Más de 16.000 autobuses forman el grueso del transporte público en São Paulo, incluyendo alrededor de 290 trolebuses. Con la excepción de una pequeña red supervisada por la EMTU, todas las líneas de autobús son operadas por concesionarios bajo la supervisión de SPTrans, una empresa municipal responsable de la planificación y gestión del transporte público. Los autobuses de SPTrans están pintados con colores específicos de la región y transportan alrededor de 8,8 millones de personas diariamente. Hasta 2003, las furgonetas de transporte informal tenían una gran presencia en la ciudad, pero la gran mayoría están ahora registradas en el ayuntamiento, legalizadas, y operan bajo el mismo esquema de colores utilizado en el sistema principal. Para aumentar la eficiencia en la ciudad, São Paulo implementó en 2007 un sistema de tránsito rápido de autobuses llamado Expresso Tiradentes. También existe un sistema de 725,7 km (450,9 mi) de longitud de carriles exclusivos para autobuses, que se ubican en grandes avenidas y se conectan con las estaciones de metro.

## Transporte sobre rieles

Mapa de la Red de Transporte Metropolitano de São Paulo

Con 13 líneas, 188 estaciones  y una extensión en servicio total de alrededor de 380 km (con cerca de 353 km en la Región Metropolitana de São Paulo), la Red de Transporte Metropolitano sobre rieles de São Paulo es el sistema ferroviario metropolitano más largo de América Latina.
Transporta alrededor de 8,3 millones de pasajeros por día y es operado por cuatro empresas distintas, dos de ellas estatales: la Compañía del Metropolitano de São Paulo y la Compañía Paulista de Trenes Metropolitanos (CPTM). Además, cuenta con dos empresas privadas: ViaQuatro y ViaMobilidade.
Las líneas construidas por la Compañía del Metropolitano de São Paulo suman 104,6 km y 91 estaciones. Las líneas operadas por Compañía Paulista de Trenes Metropolitanos (CPTM) suman 273 km y 96 estaciones.
La Red de Transporte Metropolitano de Sao Paulo es moderna, segura, limpia y eficiente, con certificado en las normas ISO 9001, ISO 14001 y OHSAS 18001.
Con solamente 1 pasaje es posible viajar por toda la red. Las integraciones entre líneas operadas por distintas empresas son gratuitas, con excepción de las estaciones Tatuapé y Corinthians-Itaquera, que son pagadas en hora punta y gratuitas en los demás horarios. El sistema sobre rieles está integrado con el sistema de Ómnibus urbanos del municipio de São Paulo, a través del Bilhete Único, que es aceptado en todos los sistemas. Existe, además, integraciones puntuales del sistema intermunicipal de Ómnibus con el sistema metro-ferrovía.

### Red actual
Las siguientes líneas están actualmente en operación:
| Línea               | Terminales                                                                                        | Inauguración                                      | Empresa operadora   | Largo (km) | Estaciones |
| ------------------- | ------------------------------------------------------------------------------------------------- | ------------------------------------------------- | ------------------- | ---------- | ---------- |
| 1 Azul              | Tucuruvi ↔ Jabaquara                                                                              | 14 de septiembre de 1974                          | Metrô-SP            | 20,2       | 23         |
| 2 Verde             | Vila Madalena ↔ Vila Prudente                                                                     | 25 de enero de 1991                               | Metrô-SP            | 14,6       | 14         |
| 3 Roja              | Palmeiras-Barra Funda ↔ Corinthians-Itaquera                                                      | 10 de marzo de 1979                               | Metrô-SP            | 22,0       | 18         |
| 4 Amarilla          | Luz ↔ Vila Sónia                                                                                  | 25 de mayo de 2010                                | ViaQuatro           | 12,8       | 11         |
| 5 Lila              | Capão Redondo ↔ Chácara Klabin                                                                    | 20 de octubre de 2002                             | ViaMobilidade       | 19,9       | 17         |
| 7 Rubi              | Brás ↔ Jundiaí                                                                                    | 16 de febrero de 1867 (São Paulo Railway)         | CPTM                | 62,7       | 19         |
| 8 Diamante          | Júlio Prestes ↔ Amador Bueno                                                                      | 10 de julio de 1875 (Estrada de Ferro Sorocabana) | ViaMobilidade       | 41,6       | 22         |
| 9 Esmeralda         | Osasco ↔ Varginha                                                                                 | 1957 (Estrada de Ferro Sorocabana)                | ViaMobilidade       | 37,3       | 21         |
| 10 Turquesa         | Brás ↔ Rio Grande da Serra                                                                        | 16 de febrero de 1867 (São Paulo Railway)         | CPTM                | 37,2       | 14         |
| 11 Coral            | Luz ↔ Estudantes                                                                                  | 1886 (Estrada de Ferro Central do Brasil)         | CPTM                | 50,8       | 16         |
| 12 Safira           | Brás ↔ Calmon Viana                                                                               | 1934 (Estrada de Ferro Central do Brasil)         | CPTM                | 38,8       | 13         |
| 13 Jade             | Aeropuerto Guarulhos ↔ Ingeniero Goulart (con servicio expreso hacia Palmeiras-Barra Funda y Luz) | 31 de marzo de 2018                               | CPTM                | 12,2       | 3          |
| 15 Plata            | Vila Prudente ↔ Jardim Colonial                                                                   | 30 de agosto de 2014                              | Metrô-SP            | 14,6       | 11         |
| Total en operación: | Total en operación:                                                                               | Total en operación:                               | Total en operación: | 384,7      | 202        |

### Red futura
Las siguientes líneas se encuentran actualmente en construcción o en proceso de ampliación. Cuando las obras concluyan, la red totalizará 450 km:
| Línea                                 | Terminales                                                               | Inauguración                                              | Largo (km) | Estaciones |
| ------------------------------------- | ------------------------------------------------------------------------ | --------------------------------------------------------- | ---------- | ---------- |
| 2 Verde                               | Vila Prudente ↔ Dutra                                                    | Hacia Vila Formosa 2027 Hacia Penha 2028 Hacia Dutra 2031 | +14,5      | +13        |
| 4 Amarilla                            | Vila Sónia ↔ Taboão da Serra                                             | 2028                                                      | +3,3       | +2         |
| 5 Lila                                | Capão Redondo ↔ Jardim Angela                                            | 2028                                                      | +4,3       | +2         |
| 6 Naranja                             | São Joaquim ↔ Brasilândia                                                | 2026                                                      | 15,3       | 15         |
| 11 Coral                              | Estudantes ↔ César de Souza                                              | 2031                                                      | +4         | +1         |
| 12 Safira                             | Calmon Viana ↔ Suzano                                                    | 2031                                                      | +2,7       | +1         |
| 13 Jade                               | Aeroporto Guarulhos ↔ Bonsucesso + Engenheiro Goulart ↔ Gabriela Mistral | 2032                                                      | +10,4      | +8         |
| 15 Plata                              | Jardim Colonial ↔ Jacú Pêssego + Ipiranga ↔ Vila Prudente                | 2026                                                      | +4,6       | +3         |
| 17 Oro                                | Estación Morumbi ↔ Estación Washington Luís y Ramal Estación Congonhas   | 2026                                                      | 6,7        | 8          |
| Total:                                | Total:                                                                   | Total:                                                    | 65,8       | 53         |
| Total en operación + en construcción: | Total en operación + en construcción:                                    | Total en operación + en construcción:                     | 450,5      | 255        |

Las siguientes líneas están actualmente en proyecto:
| Línea      | Terminales                       | Largo (km) | Estaciones | Estado                      |
| ---------- | -------------------------------- | ---------- | ---------- | --------------------------- |
| 14 Ónix    | Bonsucesso ↔ Jardim Irene        | 41         | 23         | Firma de Contrato en 1T2026 |
| 16 Violeta | Oscar Freire ↔ Cidade Tiradentes | 32         | 25         | Firma de Contrato en 3T2026 |
| 19 Celeste | Anhangabaú ↔ Bosque Maia         | 16         | 15         | Firma de Contrato en 3T2026 |
| 20 Rosa    | Lapa ↔ Santo André               | 30         | 24         | Firma de Contrato en 3T2026 |

## EMTU
La Empresa Metropolitana de Transportes Urbanos de São Paulo (EMTU/SP) es responsable por la expansión y operación del transporte de mediana y baja capacidad en las regiones metropolitanas de São Paulo, Campinas y Baixada Santista.
Es responsabilidad además de EMTU/SP, los traslados metropolitanos y los servicios especiales, como las conexiones entre los aeropuertos de Congonhas y Guarulhos y el Puente Orca. La empresa es la responsable por el corredor metropolitano São Mateus-Jabaquara y de las terminales multimodales y sistemas automatizados de pago de transporte. Los ómnibus intermunicipales tienen integración operativa y tarifaria con el sistema metro-ferrovía en la Línea 5 - Lila del Metro y con el sistema municipal de la capital en la terminal Sacomã del Expresso Tiradentes y de la Línea 2 - Verde.
Actualmente, EMTU-SP atiende todos los 67 municipios de las tres regiones metropolitanas, sumando 25 millones de habitantes, con una flota aproximada de 10 000 coches (la tercera mayor del país, detrás solamente de la flota municipal de la Capital Paulista y de la Capital Fluminense), con más de 60 empresas y 450 líneas; transportando 1,5 millones de usuarios por día.

## Aeropuertos

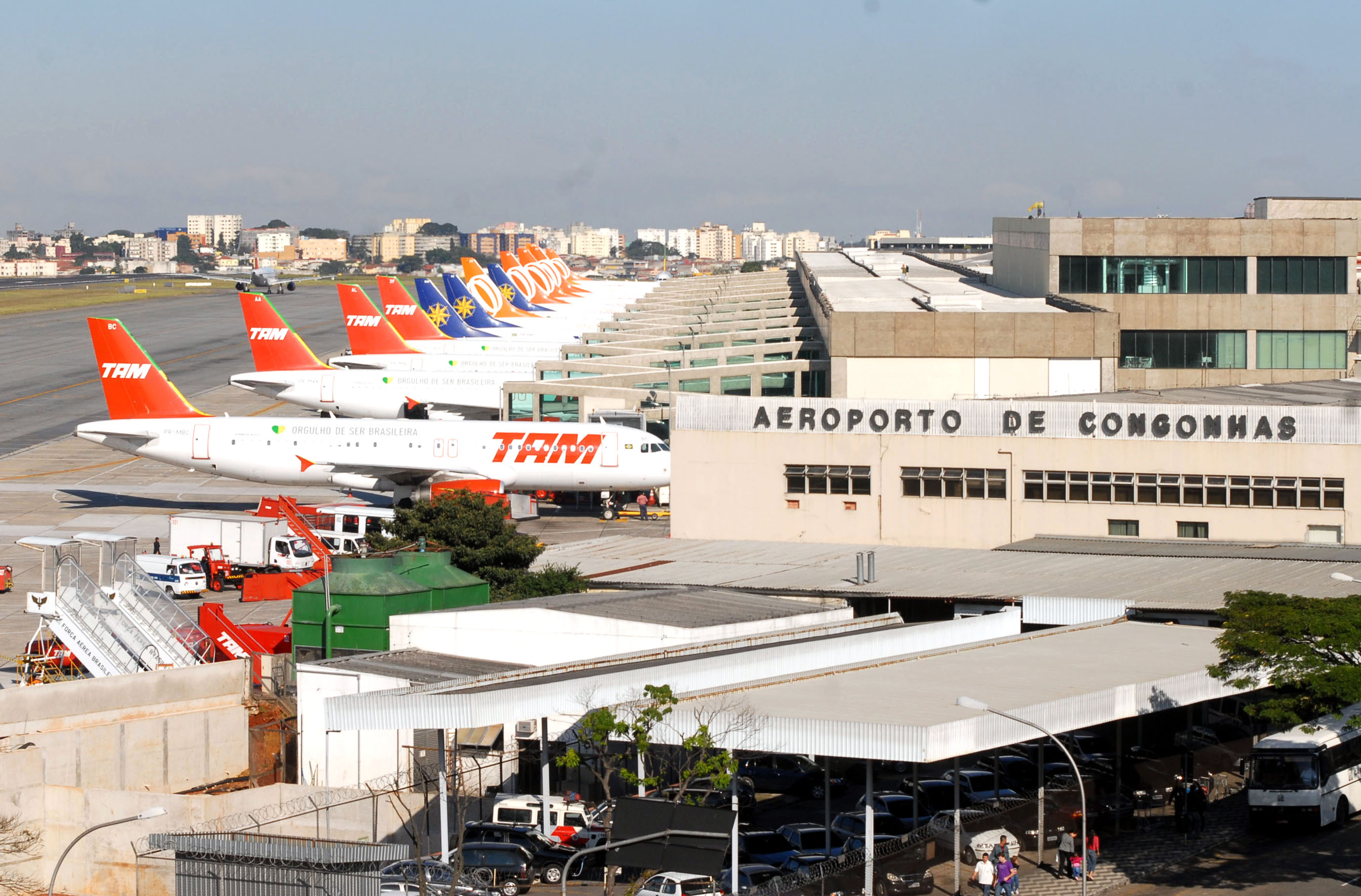
Aeropuerto de Congonhas

- Aeropuerto Internacional de Guarulhos/Cumbica, es el principal y el más transitado aeropuerto de Brasil, y uno de los de mayor movimiento en América, ubicado en la ciudad de Guarulhos, en el barrio de Cumbica, a unos 25 km del Centro de São Paulo, es el principal aeropuerto que atiende esta ciudad. Está integrado al sistema metroferroviario a través de la Línea 13 de CPTM.
- Aeropuerto de Congonhas, es el segundo aeropuerto con mayor movimiento de Brasil, ubicado en el distrito de Campo Belo, a 8 km del punto cero de la Capital Paulista. El tránsito entre este aeropuerto y el de Guarulhos/Cumbica, es el mayor de Latinoamérica, llegando a la cifra récord en 2022 de 52,4 millones de pasajeros transportados.[30][31]Desde 2026, estará integrado al sistema metroferroviario a través de la Línea 17 del Metro de São Paulo.
- Aeropuerto Campo de Marte, ubicado en la zona norte de la ciudad de São Paulo, en el barrio de Santana. Fue la primera terminal aeroportuária de la ciudad, siendo que hoy no cuenta más con líneas comerciales regulares, predominando el tránsito de helicópteros, operando la mayor flota del mundo de estas aeronaves, superando inclusive a Nueva York. Además operan aviones de pequeño porte, la denominada aviación general. Es la sede del Aeroclub de São Paulo, en el año 2009 el movimiento operativo fue 310 mil pasajeros.[32]

Notas